# جان تريستان، كونت فالوا
جان تريستان (بالفرنسية: Jean Tristan de France)‏ (8 أبريل 1250م - 3 أغسطس 1270م)؛ هو أمير فرنسي من سلالة الكابيتيون، وأيضا كان كونت نيفير وتونير وأوكسار كحاكم مناصف من خلال الزواج (1270م-1265م)، وفي القانون هو كونت فالوا وكربي (1270م-1268م).

## حياته
ولد جان في دمياط بـمصر خلال الحملة الصليبية السابعة، ترتيبه السادس بين أخوته والابن الرابع لـوالديه لويس التاسع ملك فرنسا ومارغريت البروفنسية، والأول من ثلاثة أشقاء وُلدوا أيضا خلال الحملة هما: بيار في 1251م وبلانش في 1253م، بحيث قاموا الصليبيون باحتلال دمياط منذ 1249م، وقبل ولادته بيومين تم القبض على والده من هنا جاءت تسميته بـ تريستان ومعناه: «الحزين»، وتم تعميده في المسجد الكبير الذي أصبح كنيسة، ولكن بعد شهر واحد كان لا بد من التخلي عن دمياط، لذلك قضى جان طفولته في الأراضي المقدسة.
أراد لويس من ابنه جان أن يصبح ضمن الرهبنة الدومينيكانية ولكن هذا القرار لم يعجبه وعارضه بقوة، واستطاع النجاح بذلك، وتزوج في 1265م من يولاندا، كونتيسة نيفير فأصبح حاكما معها على نيفير وأوكسار وتونير، وأيضا عينه والده في 1268م كونت على فالوا وكربي.
بعد عامين رافق جان والده إلى الحملة الصليبية الثامنة التي وصلت نحو تونس في يوليو بعد خرجوها من كالياري في سردينيا، وفي تونس عانى الجيش من تفشي وباء زحار، وكان جان واحداً من ضحايا بهذا الوباء، وبعد ثلاثة أسابيع توفي لويس التاسع من هذا المرض أيضا، ونقل جثمانيهما إلى فرنسا ودُفنوا في كاتدرائية سان دينيس.
ظل زواج جان ويولاندا دون أنجاب لأطفال، لاحقاً تزوجت يولاندا من روبرت دي فلاندرز (أسد فلاندرز، لاحقاً روبرت الثالث)، عادت كونتية فالوا إلى التاج؛ ستمنح لاحقاً إلى ابن أخيه الأكبر شارل.